# Tehovec (Słowenia)
Tehovec – wieś w Słowenii, w gminie Medvode. W 2018 roku liczyła 28 mieszkańców.